# Campionato del mondo di scacchi 1966
Il campionato del mondo di scacchi 1966 vide affrontarsi il campione in carica Tigran Petrosyan e Boris Spasskij. Petrosyan difese il titolo vincendo 12,5-11,5; la sfida si svolse a Mosca tra il 9 aprile e il 9 giugno.

## Qualificazioni
Il torneo interzonale di qualificazione si svolse ad Amsterdam tra il 19 maggio e il 24 giugno 1964, e vide affrontarsi 24 giocatori, con la formula del girone all'italiana. Sei posti erano in palio per il torneo dei Candidati. Le regole FIDE impedivano che più di tre giocatori della stessa nazione si qualificassero, impedendo così a Leonid Štejn e a David Bronštejn (giunti quinto e sesto) di avanzare. Samuel Reshevsky e Lajos Portisch, giunti ottavi a pari merito, giocarono un match di spareggio, che fu vinto da quest'ultimo.
Accogliendo una proposta di Robert Fischer, il torneo dei Candidati cambiò la sua formula da girone all'italiana ad una serie di incontri ad eliminazione diretta tra i sei qualificati dall'interzonale e due giocatori provenienti dall'ultimo torneo dei Candidati, che in questo caso furono Paul Keres (secondo) e Juchym Heller (terzo, ma ripescato dopo la rinuncia di Botvinnik, campione sconfitto nell'ultimo campionato mondiale).
I primi due turni furono giocati al meglio delle 10 partite, la finale al meglio delle 12.
|  | Quarti          | Quarti          | Quarti        |               |                | Semifinali     | Semifinali | Semifinali |  |  | Finale | Finale | Finale |  |
|  |                 |                 |               |               |                |                |            |            |  |  |        |        |        |  |
|  | Boris Spasskij  | Boris Spasskij  | 6             |               |                |                |            |            |  |  |        |        |        |  |
|  | Boris Spasskij  | Boris Spasskij  | 6             |               |                |                |            |            |  |  |        |        |        |  |
|  | Paul Keres      | Paul Keres      | 4             |               |                |                |            |            |  |  |        |        |        |  |
|  | Paul Keres      | Paul Keres      | 4             |               | Boris Spasskij | Boris Spasskij | 5,5        |            |  |  |        |        |        |  |
|  |                 |                 |               |               | Boris Spasskij | Boris Spasskij | 5,5        |            |  |  |        |        |        |  |
|  |                 |                 | Juchym Heller | Juchym Heller | 2,5            |                |            |            |  |  |        |        |        |  |
|  | Juchym Heller   | Juchym Heller   | Juchym Heller | Juchym Heller | 2,5            | 5,5            |            |            |  |  |        |        |        |  |
|  | Juchym Heller   | Juchym Heller   |               |               |                |                |            |            |  |  |        |        |        |  |
|  | Vasilij Smyslov | Vasilij Smyslov | 2,5           |               |                |                |            |            |  |  |        |        |        |  |
|  | Vasilij Smyslov | Vasilij Smyslov | 2,5           |               | Boris Spasskij | Boris Spasskij | 7          |            |  |  |        |        |        |  |
|  |                 |                 |               |               |                |                |            |            |  |  |        |        |        |  |
|  |                 |                 | Michail Tal'  | Michail Tal'  | 4              |                |            |            |  |  |        |        |        |  |
|  | Lajos Portisch  | Lajos Portisch  | Michail Tal'  | Michail Tal'  | 4              | 2,5            |            |            |  |  |        |        |        |  |
|  | Lajos Portisch  | Lajos Portisch  |               |               |                |                |            |            |  |  |        |        |        |  |
|  | Michail Tal'    | Michail Tal'    | 5,5           |               |                |                |            |            |  |  |        |        |        |  |
|  | Michail Tal'    | Michail Tal'    | 5,5           |               | Michail Tal'   | Michail Tal'   | 5,5        |            |  |  |        |        |        |  |
|  |                 |                 |               |               | Michail Tal'   | Michail Tal'   | 5,5        |            |  |  |        |        |        |  |
|  |                 |                 | Bent Larsen   | Bent Larsen   | 4,5            |                |            |            |  |  |        |        |        |  |
|  | Bent Larsen     | Bent Larsen     | Bent Larsen   | Bent Larsen   | 4,5            | 5,5            |            |            |  |  |        |        |        |  |
|  | Bent Larsen     | Bent Larsen     |               |               |                |                |            |            |  |  |        |        |        |  |
|  | Borislav Ivkov  | Borislav Ivkov  | 2,5           |               |                |                |            |            |  |  |        |        |        |  |

Larsen e Heller disputarono un match per il terzo posto, che garantiva la qualificazione al successivo interzonale. Larsen vinse per 5 a 4.

## Campionato del mondo
|                                      | 1 | 2 | 3 | 4 | 5 | 6 | 7 | 8 | 9 | 10 | 11 | 12 | 13 | 14 | 15 | 16 | 17 | 18 | 19 | 20 | 21 | 22 | 23 | 24 | Totale |
| ------------------------------------ | - | - | - | - | - | - | - | - | - | -- | -- | -- | -- | -- | -- | -- | -- | -- | -- | -- | -- | -- | -- | -- | ------ |
| Tigran Petrosyan ( Unione Sovietica) | ½ | ½ | ½ | ½ | ½ | ½ | 1 | ½ | ½ | 1  | ½  | ½  | 0  | ½  | ½  | ½  | ½  | ½  | 0  | 1  | ½  | 1  | 0  | ½  | 12,5   |
| Boris Spasskij ( Unione Sovietica)   | ½ | ½ | ½ | ½ | ½ | ½ | 0 | ½ | ½ | 0  | ½  | ½  | 1  | ½  | ½  | ½  | ½  | ½  | 1  | 0  | ½  | 0  | 1  | ½  | 11,5   |